# Keith (film)
(Tagline del film.)
Keith è un film del 2008 diretto da Todd Kessler, e interpretato da Jesse McCartney.

## Trama
Natalie ha 17 anni, intelligente, determinata ed ha successo in tutto.
La sua vita è stata programmata dai suoi genitori.
Quando Keith entra a far parte della sua vita, mette in discussione il modo in cui lei ha condotto la sua esistenza finora e mostra il suo odio nei confronti del sistema in cui lei è rinchiusa. Keith e Natalie fanno amicizia, lui aiuta Natalie ad aprirsi ma di sé dà pochissime informazioni e Natalie non capisce il motivo. La ragazza cerca di tenere lontano Keith con la mente, ma con il cuore non riesce a stargli lontana.
Quando Keith sparisce Natalie lo cerca disperatamente; in seguito, la ragazza scoprirà che il ragazzo ha un tumore.